# Jenne
Jenne es un municipio situado en la Ciudad Metropolitana de Roma Capital, en el Lacio. Tiene una población estimada, a fines de marzo de 2024, de 317 habitantes.
Limita con los municipios de Arcinazzo Romano, Subiaco, Trevi nel Lazio y Vallepietra.

## Evolución demográfica
| Gráfica de evolución demográfica de Jenne entre 1861 y 2024 |
|                                                             |
| Fuente: ISTAT - Elaboración gráfica de Wikipedia            |